# Jesus of Lübeck
El Jesus von Lübeck fue una carraca del siglo XVI. Fue construida en Lübeck a mediados de siglo, y aunque en principio estaba destinado a ser un barco comercial de la Liga Hanseática, acabó convirtiéndose en un buque de guerra de la armada inglesa con el nombre de Jesus of Lübeck. 

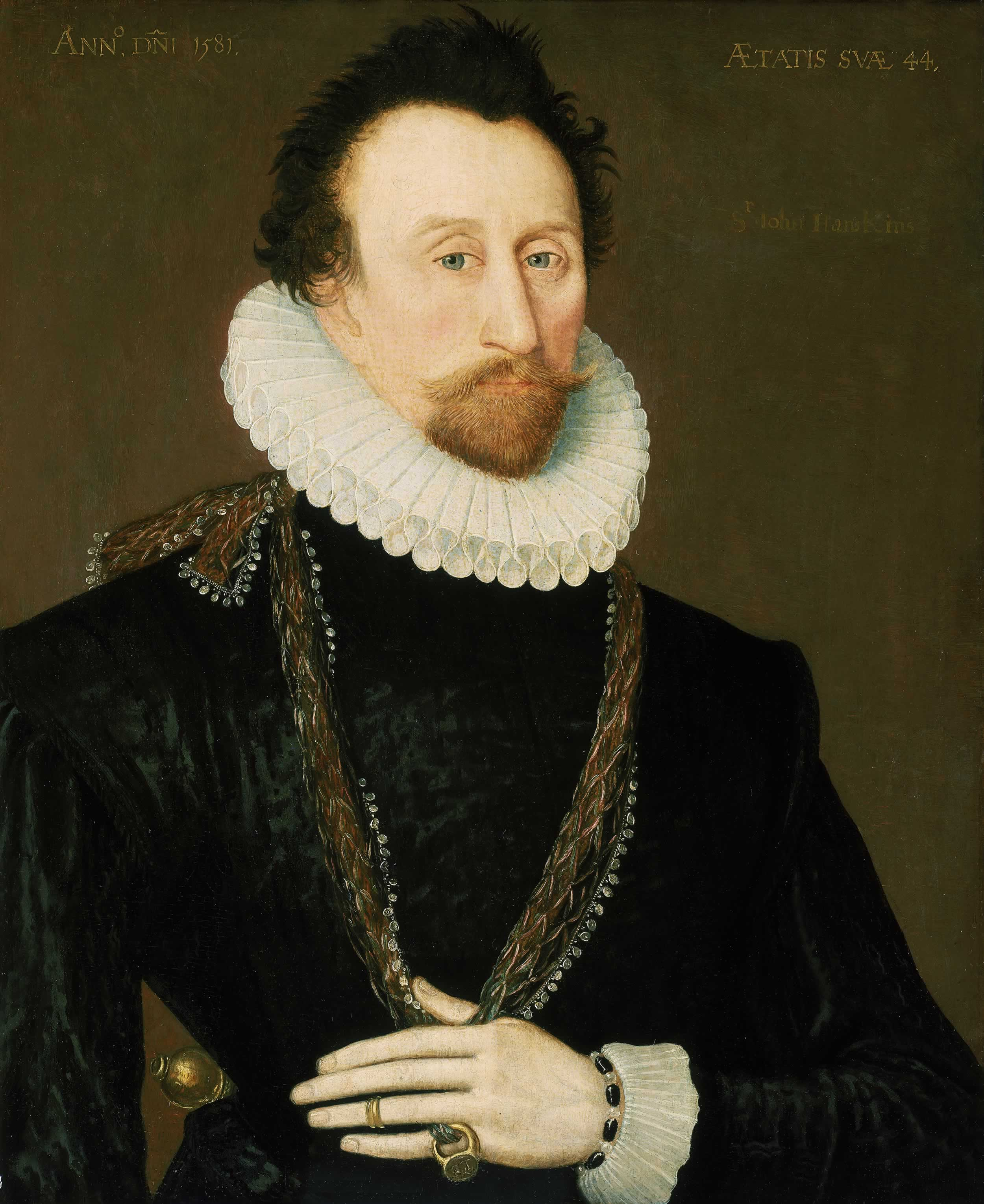
John Hawkins, capitán del Jesus of Lübeck.

Tenía altos castillos de proa y de popa y participó en el comercio de esclavos y en la piratería contra los españoles, que lo capturaron en la Batalla de San Juan de Ulúa.
- Datos: Q1514047
- Multimedia: Jesus of Lübeck (ship, 1540) / Q1514047